# Piero Raimondo Zacosta
Piero Raimondo Zacosta est le 38e grand maître des Hospitaliers de l'ordre de Saint-Jean de Jérusalem.

## Sources bibliographiques
- Bertrand Galimard Flavigny, Histoire de l'ordre de Malte, Paris, Perrin, 2006 (ISBN 2262021155 et 978-2262021153)